# 구본철 (축구 선수)
구본철(한국 한자: 具本哲, 1999년 10월 11일 ~ )은 대한민국의 축구 선수이다. 포지션은 미드필더이다. 현재 강원 FC에 뛰고 있다.